# أندرياس ليبا
أندرياس ليبا (بالألمانية: Andreas Lipa)‏ هو لاعب كرة قدم ومدرب كرة قدم نمساوي في مركز الدفاع، ولد في 26 أبريل 1971 في فيينا في النمسا. شارك مع منتخب النمسا لكرة القدم. أما مع النوادي، فقد لعب مع بورت فايل وغراتزر أي كاي وفيرست فيينا ولاسك لينتس ونادي أوستريا سالزبورغ ونادي ريد بل سالزبورغ ونادي زانثي ونادي فينر.

## وصلات خارجية
- أندرياس ليبا على موقع قاعدة بيانات كرة القدم.إي يو (الإنجليزية)
- أندرياس ليبا على موقع ناشيونال فوتبول تيمز (الإنجليزية)
- أندرياس ليبا على موقع Soccerbase.com (لاعب) (الإنجليزية)
- أندرياس ليبا على موقع عالم كرة القدم.نت (الإنجليزية)